# Claire Carver-Dias
Claire Carver-Dias (Burlington (Canada), 19 maggio 1977) è una nuotatrice artistica canadese.

## Carriera sportiva
Claire Carver-Dias ha iniziato la sua carriera agonistica nel nuoto sincronizzato a 20 anni, partecipando ai Campionati mondiali di nuoto 1998 tenuti a Perth in Australia, nei quali ottenne il quarto posto.

Nel 1999 rappresentò il Canada ai XIII Giochi panamericani, vincendo l'oro nel duo e in squadra. Nel 2000, a Sydney, conquistò la medaglia di bronzo per i Giochi della XXVII Olimpiade (classificandosi al quinto posto nel duo), ripetendosi l'anno dopo ai Campionati mondiali di nuoto 2001 di Fukuoka.

Nel 2002 ha concluso la sua carriera vincendo due medaglie d'oro ai XVII Giochi del Commonwealth, una nel solo e una nel duo.

## Dopo il ritiro
Nel 2003 ha creato Clearday, una società di consulenza aziendale nel ramo della comunicazione e del management. Nel 2012 ha scritto un libro dal titolo "The Games". Nel 2018, inoltre, è stata nominata "Chef de Mission" per il Team Canada ai XXI Giochi del Commonwealth.